# Olga Rukavishnikova
Olga Aleksandrovna Rukavishnikova  (en russe : Ольга Александровна Рукавишникова ; née le 13 mars 1955 à Severodvinsk) est une athlète soviétique qui pratiquait le pentathlon. 

## Biographie
Elle a remporté la médaille d'argent aux Jeux olympiques d'été de 1980 à Moscou lors du dernier pentathlon organisé lors de Jeux olympiques d'été. Avec un total de 4 937 points, elle est devancée par sa compatriote Nadiya Tkachenko. L'Union soviétique réalise le triplé puisque le bronze revient à Olga Kuragina.

### Palmarès
| Date | Compétition     | Lieu   | Résultat | Performance |
| ---- | --------------- | ------ | -------- | ----------- |
| 1975 | Universiade     | Rome   | 3e       | 4 313 pts   |
| 1980 | Jeux olympiques | Moscou | 2e       | 4 937 pts   |